# Friedrich Berndt (Architekt)
Friedrich Berndt (* 26. Mai 1903 in Bessingen, Kreis Holzminden; † 4. April 1983 in Braunschweig) war ein deutscher Architekt und Hochschullehrer, der nach dem Zweiten Weltkrieg zahlreiche Kirchengebäude für die Evangelisch-lutherische Landeskirche in Braunschweig schuf.

## Leben
Berndt besuchte zunächst ein Gymnasium und studierte von 1922 bis 1927 an der Technischen Hochschule Braunschweig Architektur. Anschließend fand er eine Anstellung in einem Architekturbüro in Chemnitz. Er promovierte 1931 an der Technischen Hochschule Braunschweig, an der er von 1929 bis 1934 als wissenschaftlicher Assistent am Lehrstuhl für Baukonstruktion tätig war. Von 1934 bis 1945 war er im Dienst der Bauverwaltung der Luftwaffe für die Planung und Umsetzung einiger Flugplatzprojekte zuständig.
Nach dem Zweiten Weltkrieg war Berndt ab 1948 als Kirchenbaurat für die Evangelisch-lutherische Landeskirche in Braunschweig tätig. Als Gründer und Leiter des Stadtkirchenbauamts Braunschweig bis 1971 war er maßgeblich am Wiederaufbau der Braunschweiger Stadtkirchen und am Neubau zahlreicher Kirchen der Braunschweiger Landeskirche beteiligt. 1952 wurde er zum Oberlandeskirchenrat ernannt. Neben diesen Tätigkeiten lehrte er zudem von 1946 bis 1966 an der Technischen Hochschule, 1953 wurde er zum Honorarprofessor ernannt. Er veröffentlichte mehrere wissenschaftliche Beiträge und Referate.

## Auszeichnungen
- Am 21. August 1964 wurde Berndt der Peter-Josef-Krahe-Preis der Stadt Braunschweig verliehen.[3]

## Werk

### Schriften (Auswahl)
- Stuckplastik im frühmittelalterlichen Sachsen. Schulze, Hannover 8. September 1932, OCLC 252423082 (Dissertation).
- Dom und Burgplatz zu Braunschweig (= Große Baudenkmäler. H. 130). Deutscher Kunstverlag, München/Berlin 1950, OCLC 73256128.
- Der S[ank]t-Blasius-Dom zu Braunschweig (= Große Baudenkmäler. H. 242). Deutscher Kunstverlag, München 1970, OCLC 5516253.

### Bauten
- 1954: Dankeskirche in Braunschweig[4]
- 1957–1958: St.-Markus-Kirche in Rühen-Brechtorf, Landkreis Gifhorn
- 1959: Wiederherstellung der Petrikirche in Braunschweig
- 1959: Martin-Chemnitz-Kirche in Braunschweig
- 1959: St.-Paulus-Kirche in Rühen, Landkreis Gifhorn (als Umbau einer Schule)
- 1961: Martin-Luther-Kirche in Wolfsburg-Velstove
- 1965: St.-Markus-Kirche in Wolfsburg-Reislingen
- 1965: Versöhnungskirche in Wolfenbüttel
- 1974: Heiliggeistkirche in Wolfsburg-Wendschott

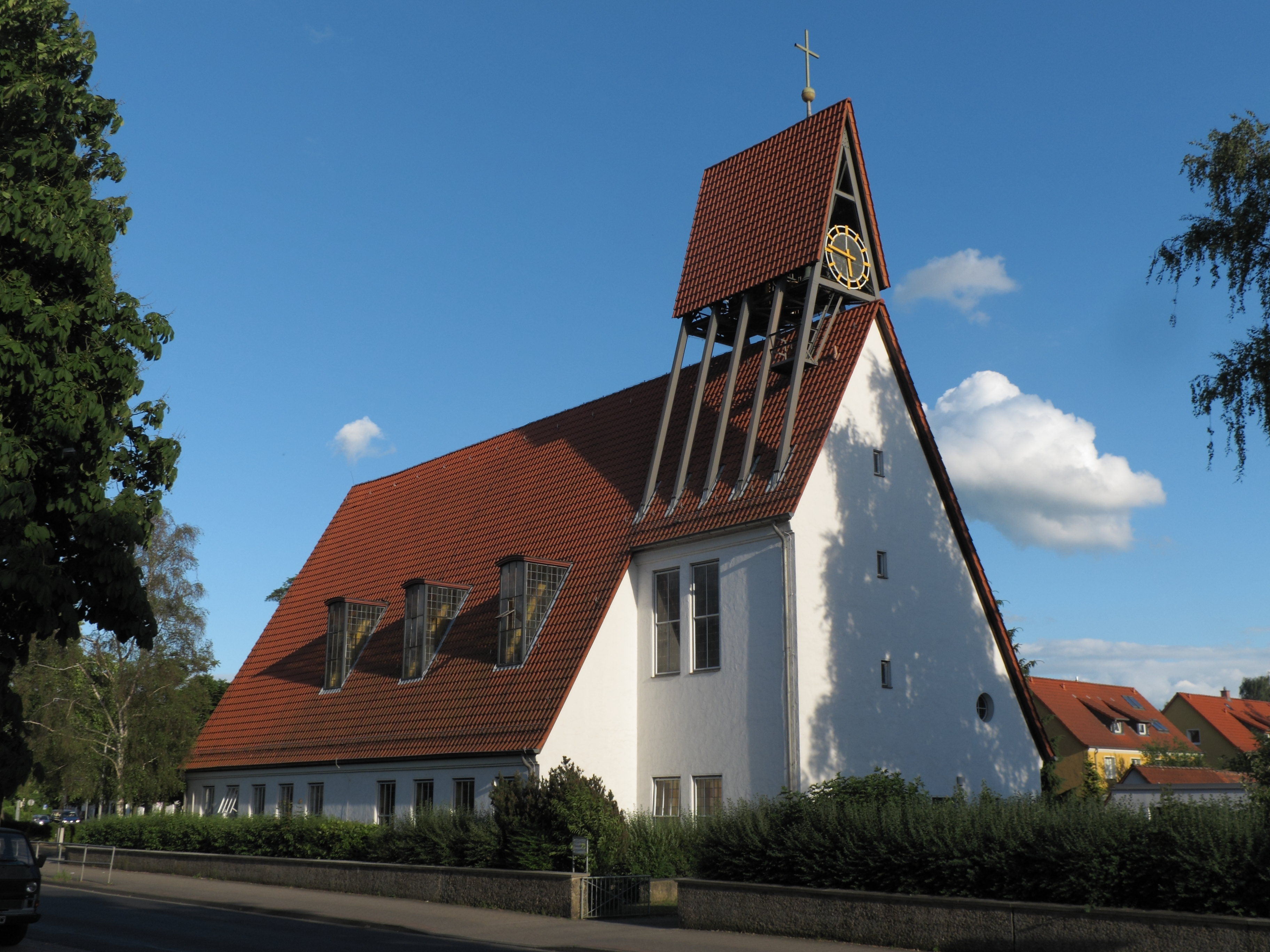
Dankeskirche (Braunschweig)
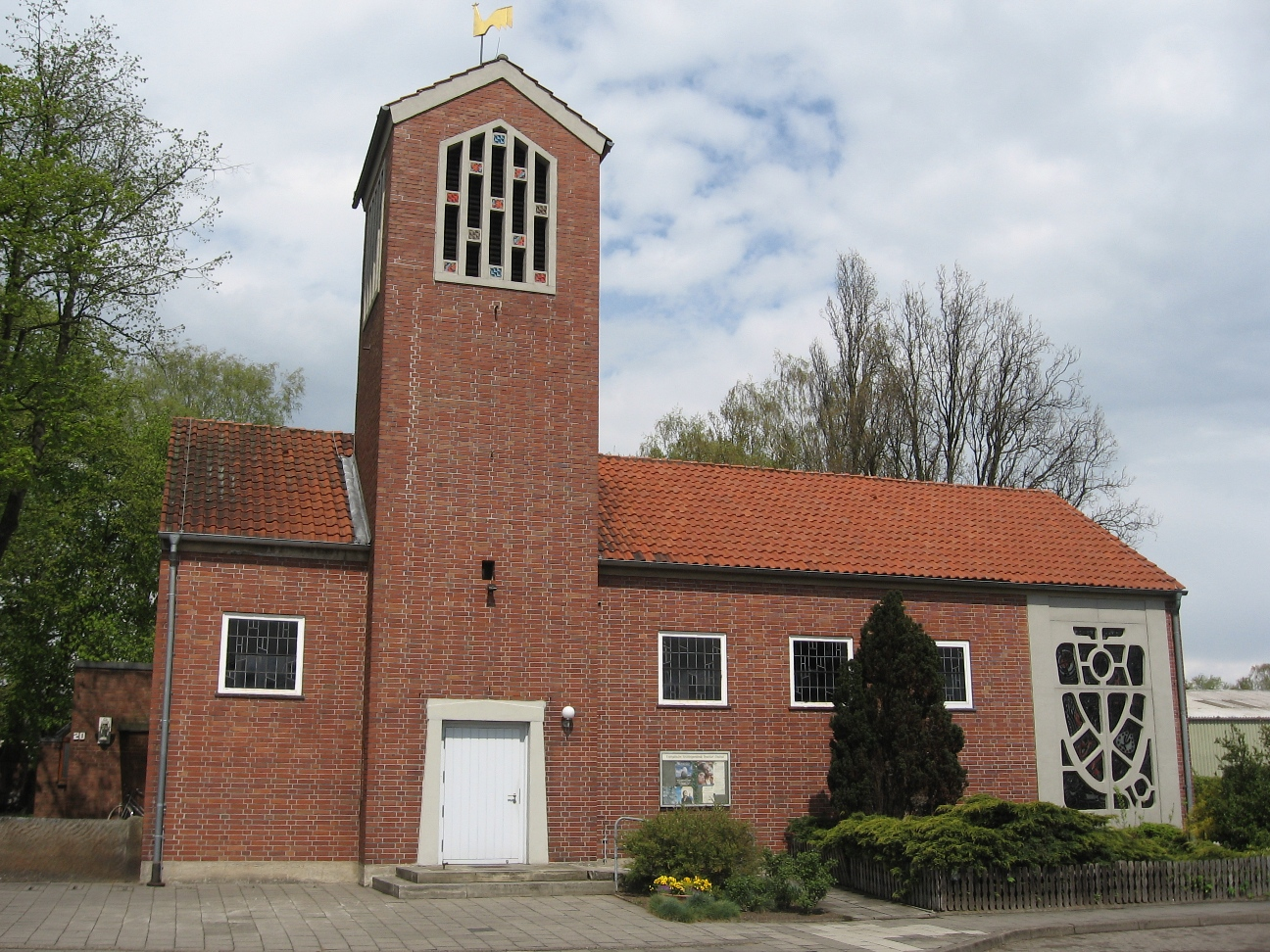
St.-Markus-Kirche (Rühen-Brechtorf)
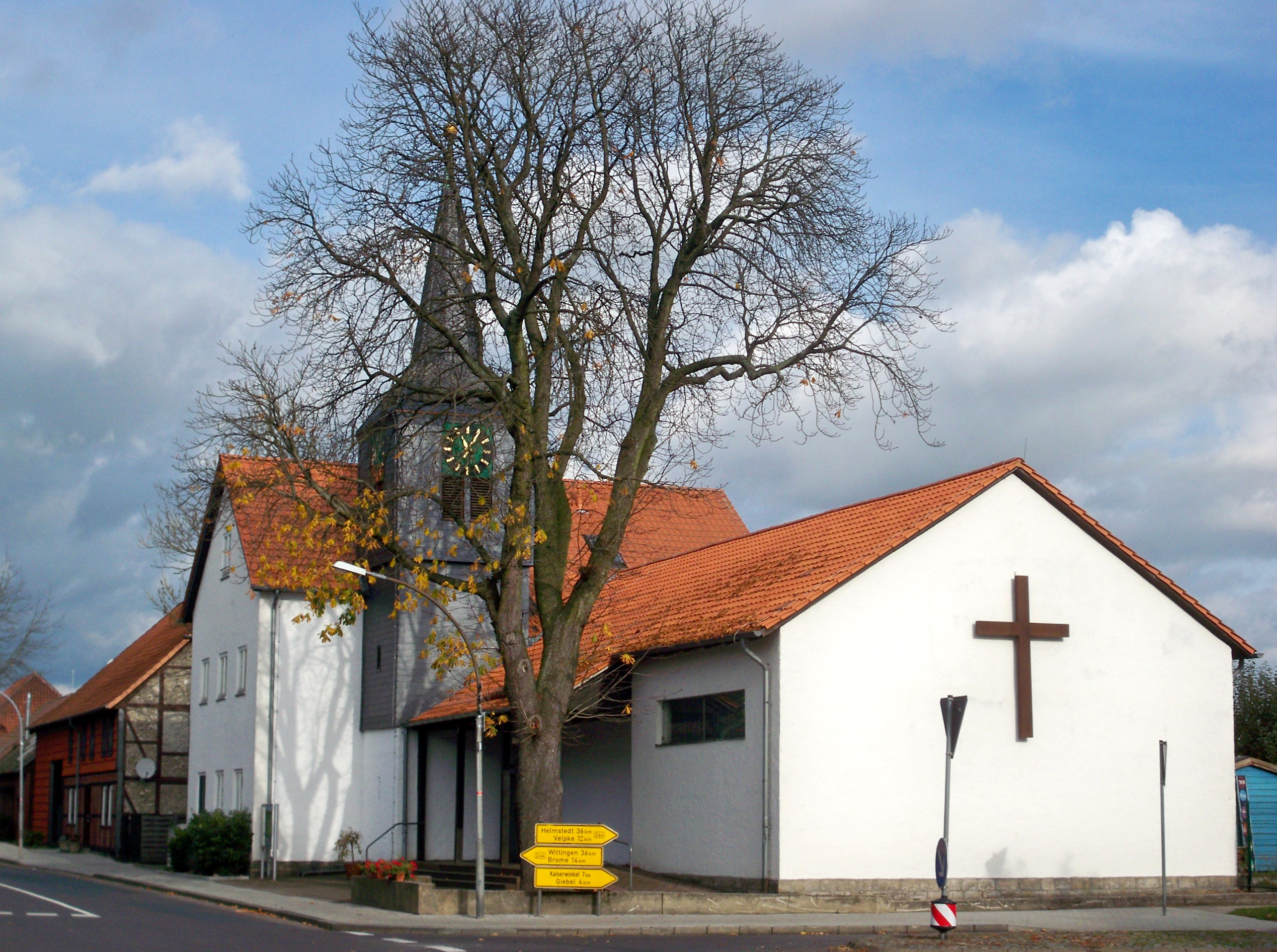
St.-Paulus-Kirche (Rühen)
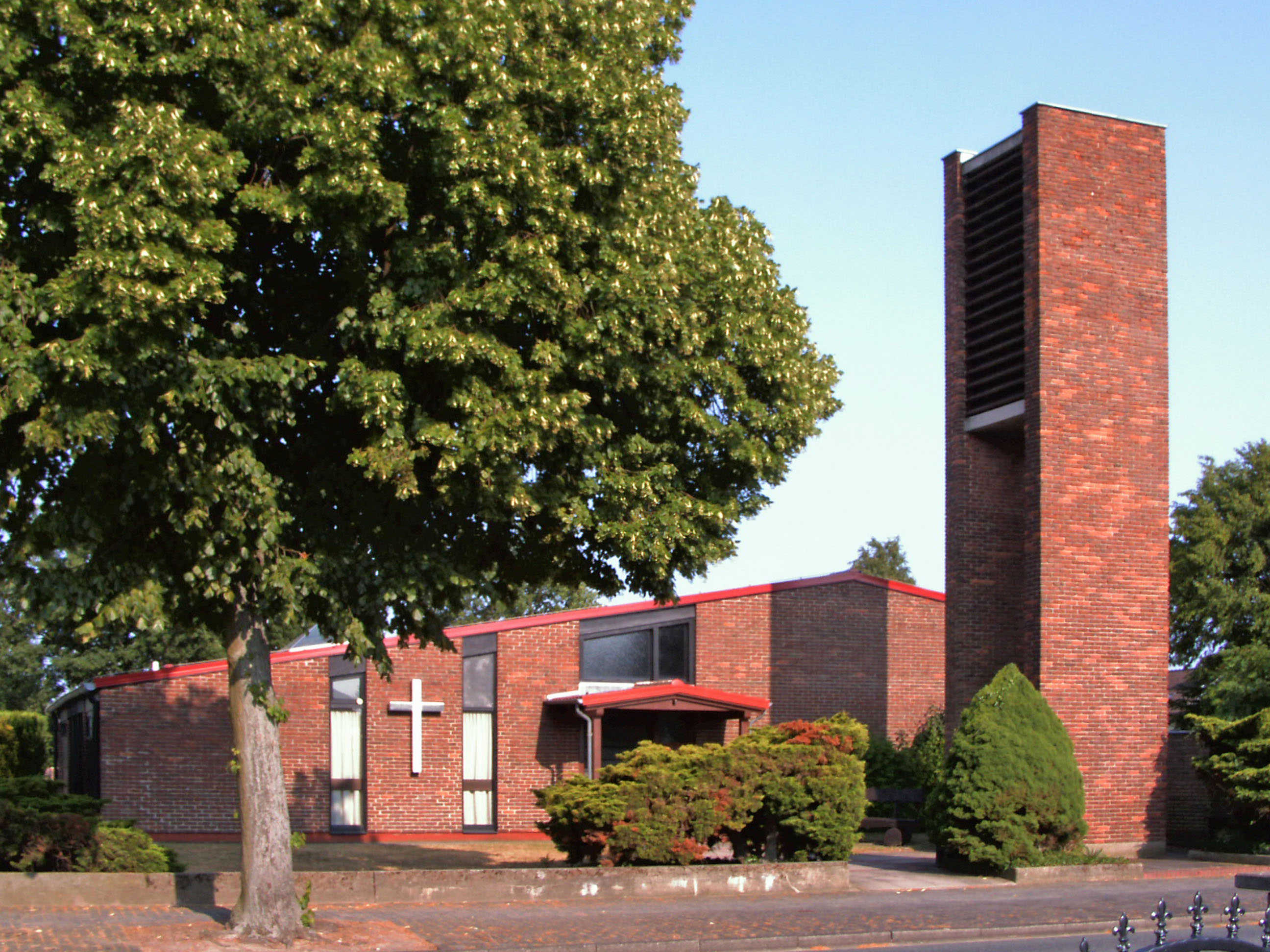
Martin-Luther-Kirche (Wolfsburg-Velstove)
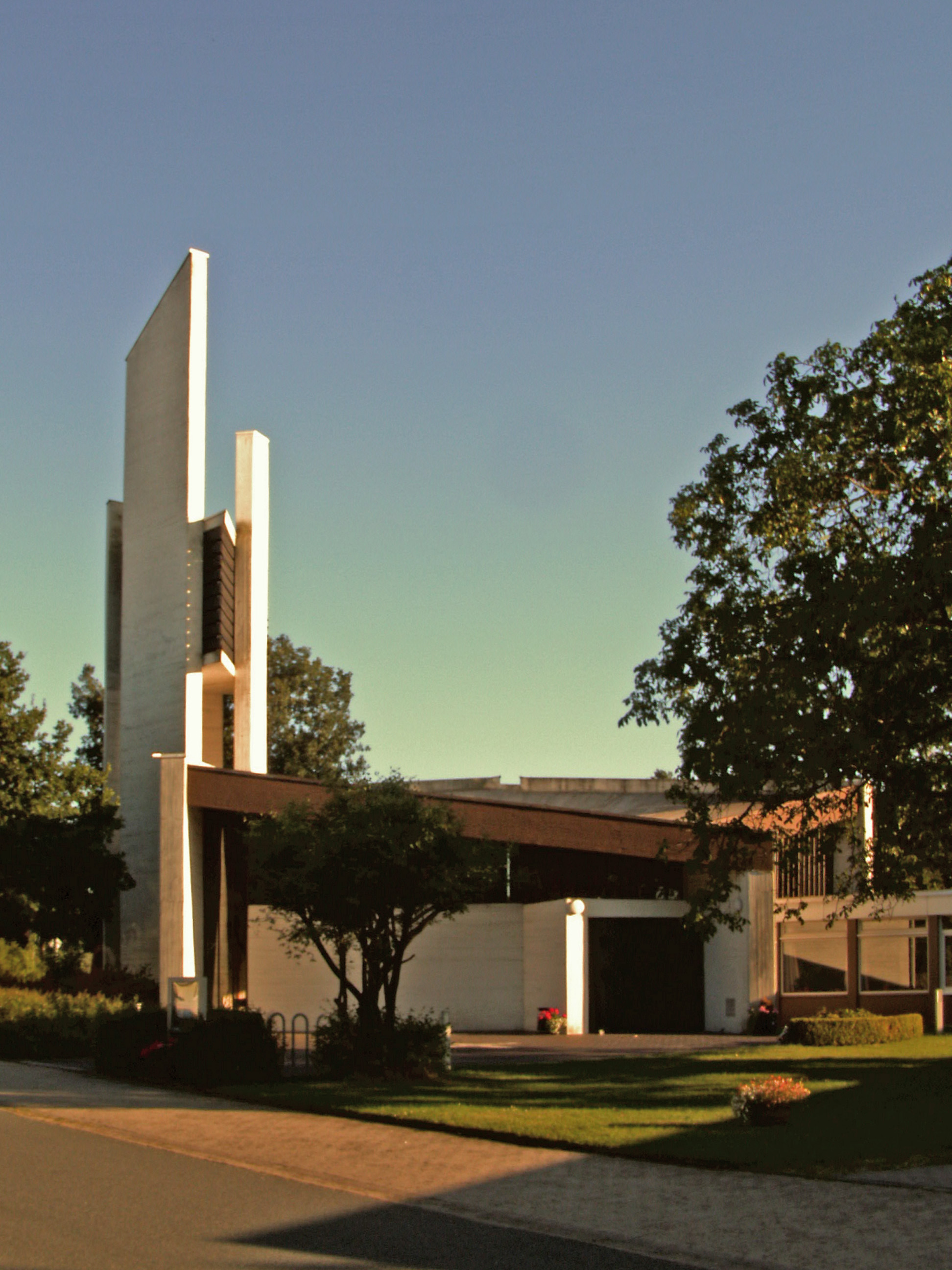
St.-Markus-Kirche (Wolfsburg-Reislingen)
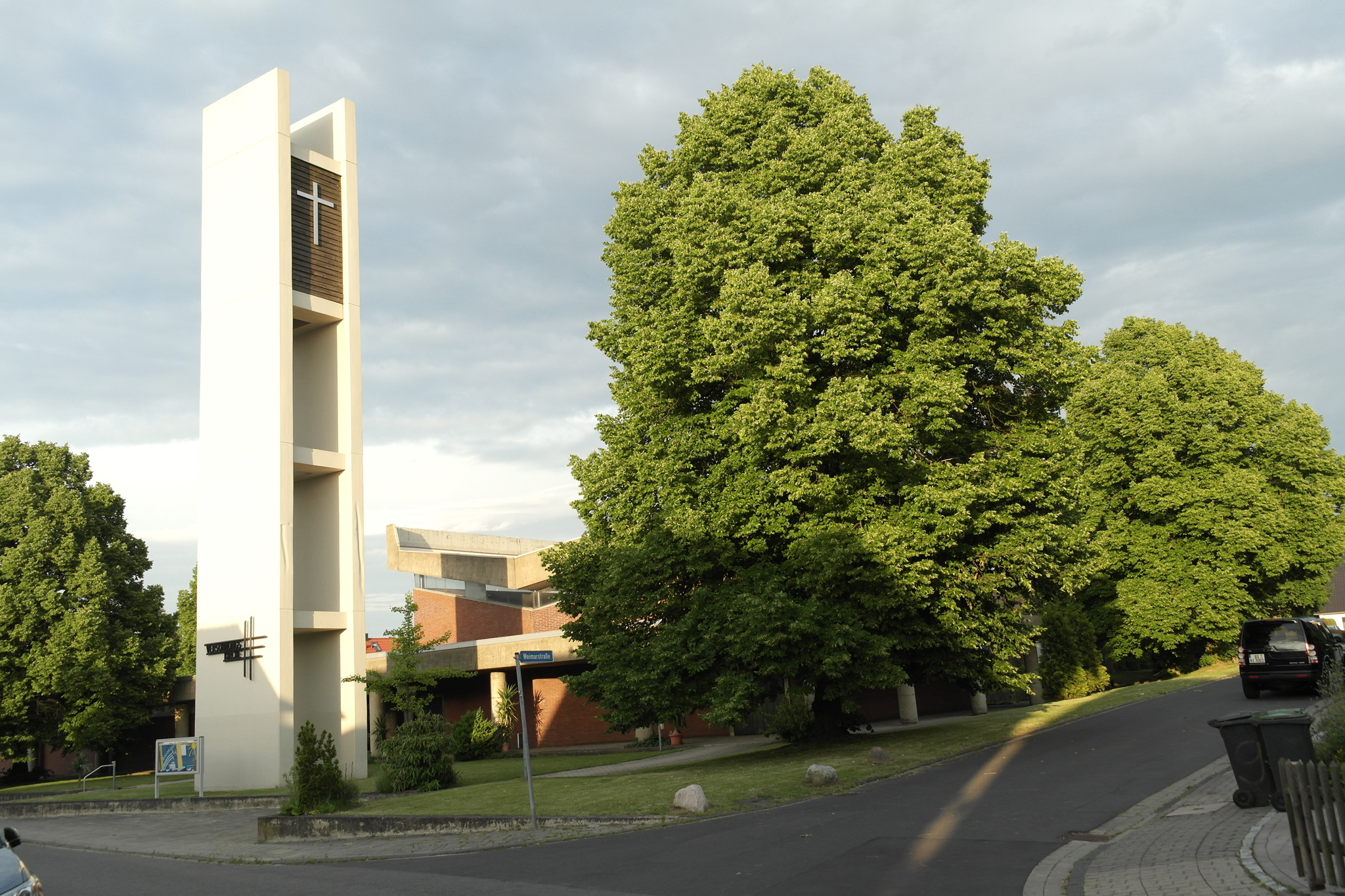
Versöhnungskirche (Wolfenbüttel)
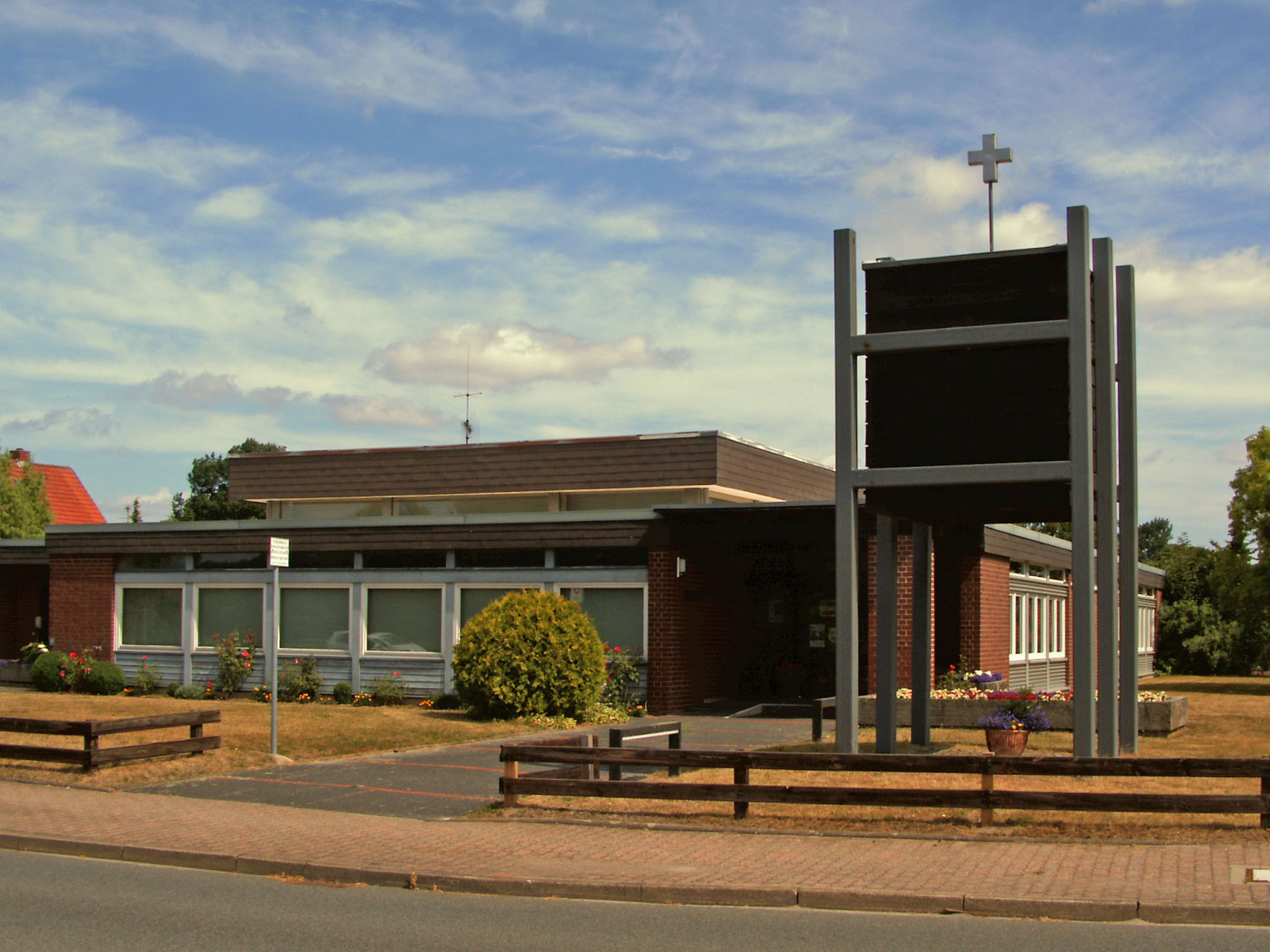
Heiliggeistkirche (Wolfsburg-Wendschott)